# Нравы
Нра́вы — обычаи, имеющие нравственное значение для той или иной социальной группы. Нравы поддерживаются в обществе путём моральных отношений или же, наоборот, представляют собой отступления от требований нравственности, присущих окружающему обществу. Нравы отражают моральные ценности общества.
Термином «нравы» часто пользуются для характеристики и моральной оценки норм поведения, бытующих в каком-либо описываемом обществе. В популярной литературе термином «нравы» описывается обозначается реально существующая (в отличие от декларируемой) нравственность.